# 마산만

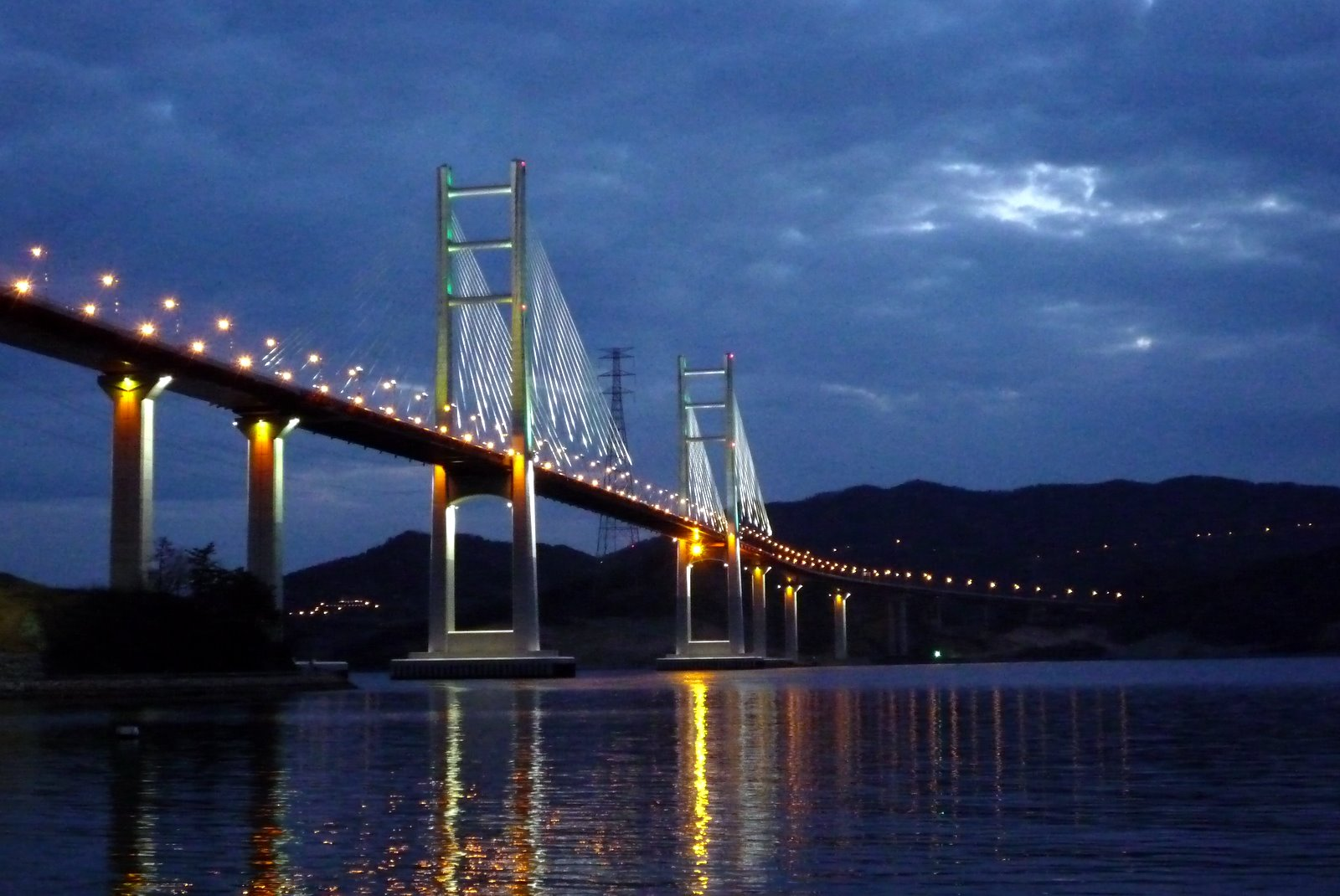
마산만을 가로지르는 마창대교.

마산만(馬山灣)은 경상남도 창원시의 중앙부에 위치한 만(灣)이다. 마산만에는 돝섬해상유원지와 봉암갯벌 생태학습장이 위치해 있다. 마산만으로 흘러드는 주요 하천으로는 창원천과 남천이 있다.

## 워터프론트 조성사업
통합창원시 시장 예비후보 시절부터 '마산만 살리기'에 대한 구체적인 계획을 언급한 바 있는 박완수 창원시장은 2010년 7월 29일 '마산만 워터프론트 조성을 위한 업무협약'을 체결하는 등 마산만 일대를 친환경 녹색공간으로 조성하여 마산만의 접근성을 높인다는 계획을 현재 추진중에 있다.

## 봉암갯벌
봉암갯벌은 마산만에 위치해 있는 갯벌이다. 봉암갯벌은 도시(창원시)와 인접해 있다는 특징을 가졌다. 봉암갯벌은 1974년 창원에 창원국가산업단지가 들어서면서 오염되었으나, 시민, 지자체, 기업의 노력으로 상당부분 개선되었다. 이러한 내용이 2003년 11월 26일 KBS 환경스페셜에 '도시갯벌-봉암의 작은 기적'이라는 제목으로 방영되기도 했다.

## 같이 보기
- 창원시
- 진해만